# Kavoúsi (Lassíthi)
Kavoúsi (en grec moderne : Καβούσι), également appelé Kavoúsion  (Καβούσιον), est un village du dème d'Ierápetra dans le district régional de Lassíthi (Crète) en Grèce. Selon le recensement de 2011, la population de Kavoúsi compte 559 habitants.
Le village est situé à une altitude de 125 m et à une distance de 19 km au nord-est d'Ierápetra.
La localité abrite le site archéologique d'Azoria (en).

## Recensements de la population
| Recensements | 1900 | 1920 | 1928 | 1940 | 1951 | 1961 | 1971 | 1981 | 1991 | 2001 | 2011 |
| ------------ | ---- | ---- | ---- | ---- | ---- | ---- | ---- | ---- | ---- | ---- | ---- |
| Population   | 745  | 899  | 869  | 999  | 1013 | 961  | 823  | 715  | 684  | 604  | 559  |